# 直江景明
直江 景明（なおえ かげあき）は、安土桃山時代から江戸時代初期の武将。上杉氏家臣。父は直江兼続。幼名は竹松丸。通称は平八。

## 生涯
文禄3年（1594年）に上杉氏の家老・直江兼続の子して生まれる。主君・上杉景勝の偏諱を受け、元服後に景明と名乗る。
慶長14年（1609年）12月2日、幕府重臣・本多正信の媒酌により、近江国膳所藩主・戸田氏鉄の娘を娶る。婚礼の祝儀として、この年米沢藩の役儀が10万石分減免された。
慶長16年（1611年）に兼続の養子・本多政重が出奔したため、景明が正式に兼続の継嗣となった。なお、本多政重は翌年に加賀藩に仕官している。
慶長19年（1614年）11月から始まる大坂冬の陣に従軍し、同年11月26日の鴫野の戦いにて将軍・徳川秀忠より感状を与えられたが、慶長20年（1615年）7月12日、父に先立って病死した。享年22、または18。戒名は月峰清秋大禅正門。
兼続の婿養子の本多政重と、景明誕生以前に兼続の養子であった本庄長房の2人は共に加賀藩へと出奔していたため、兼続に後継者は残っておらず、母・船の死後、直江家は無嗣断絶となった。
なお、景明は生来病弱で両眼を病んでいたため、兼続が景明のために五色温泉を開き、長期間の湯治をしたという逸話が残る。

## 関連作品
- 『天地人』（2009年 NHK大河ドラマ - 加藤清史郎→太賀）